# Eixo Itaqui-Bacanga
Itaqui-Bacanga é o nome dado a uma região localizada na parte oeste da cidade de São Luís, capital do estado do Maranhão. É também chamado de Eixo Itaqui-Bacanga.

## Localização
Itaqui-Bacanga ou Eixo Itaqui-Bacanga é localizado no oeste de São Luís, entre o rio Bacanga (leste) e o Oceano Atlântico/Baía de São Marcos (norte e oeste). No sul, limita-se com os bairros da Zona Rural de São Luís.

## Bairros
A região é formada pelos bairros: Ana Jansen, Anjo da Guarda, Alto da Esperança, Bonfim, Cajueiro, Cidade Nova, Argola e Tambor, Fumacê, Gancharia, Gapara, Itaqui, Jambeiro, Mauro Fecury I, Mauro Fecury II, Ilha da Paz,São Mateus, Sol Nascente, Piancó, Porto Grande,  Residencial Paraíso, Residencial Primavera, Residencial Resende, Rio dos Cachorros, Sá Viana, São Benedito, São Raimundo, Tamancão, Vila Ariri, Vila Bacanga, Vila Cerâmica, Vila Collier, Vila Dom Luis, Vila Embratel I e II,  Vila Isabel, Vila Jacu, Vila Maranhão, Vila Nova, Vila São Luís, Vila Tiradentes, Vila Verde, entre outros, num total de 47 bairros.
Em 2012, a população era estimada em 135.633 habitantes. 

## História

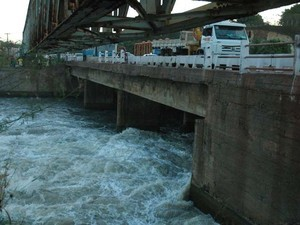
Barragem do Bacanga

O povoamento da região se intensificou a partir do final da década de 1960, quando famílias residentes do bairro Goiabal, atingidas por um incêndio de grandes proporções, foram transferidas para a localidade que viria a se tornar o bairro do Anjo da Guarda.
Com a construção da Barragem do Bacanga, abriu-se uma nova frente de povoamento ligando o Itaqui-Bacanga ao Centro da cidade, o que acabou ocorrendo de forma desordenada, levando à organização dos moradores para reivindicar políticas públicas que melhorassem as condições sociais da região.
Algumas dessas instituições são a Associação Comunitária Itaqui-Bacanga, o Clube de Mães do Anjo da Guarda, o Adolescentro, na Vila Embratel, bem como o Grupo Independente de Teatro Amador (GRITA), que organiza a encenação da Paixão de Cristo no Anjo da Guarda, um dos principais espetáculos da Semana Santa no país.

## Comunicação
A Rádio Comunitária Bacanga FM; TV Itaqui-Bacanga; jornal Itaqui-Bacanga e site O Itaqui Notícias são os principais veículos genuinamente da região, porque produzem conteúdos locais e que falam diretamente aos moradores. Também há o complexo de comunicação da Universidade Federal do Maranhão, com a TV UFMA; a Rádio Universidade FM e site de notícias da UFMA com conteúdo para todo o estado.

## Economia e infraestrutura

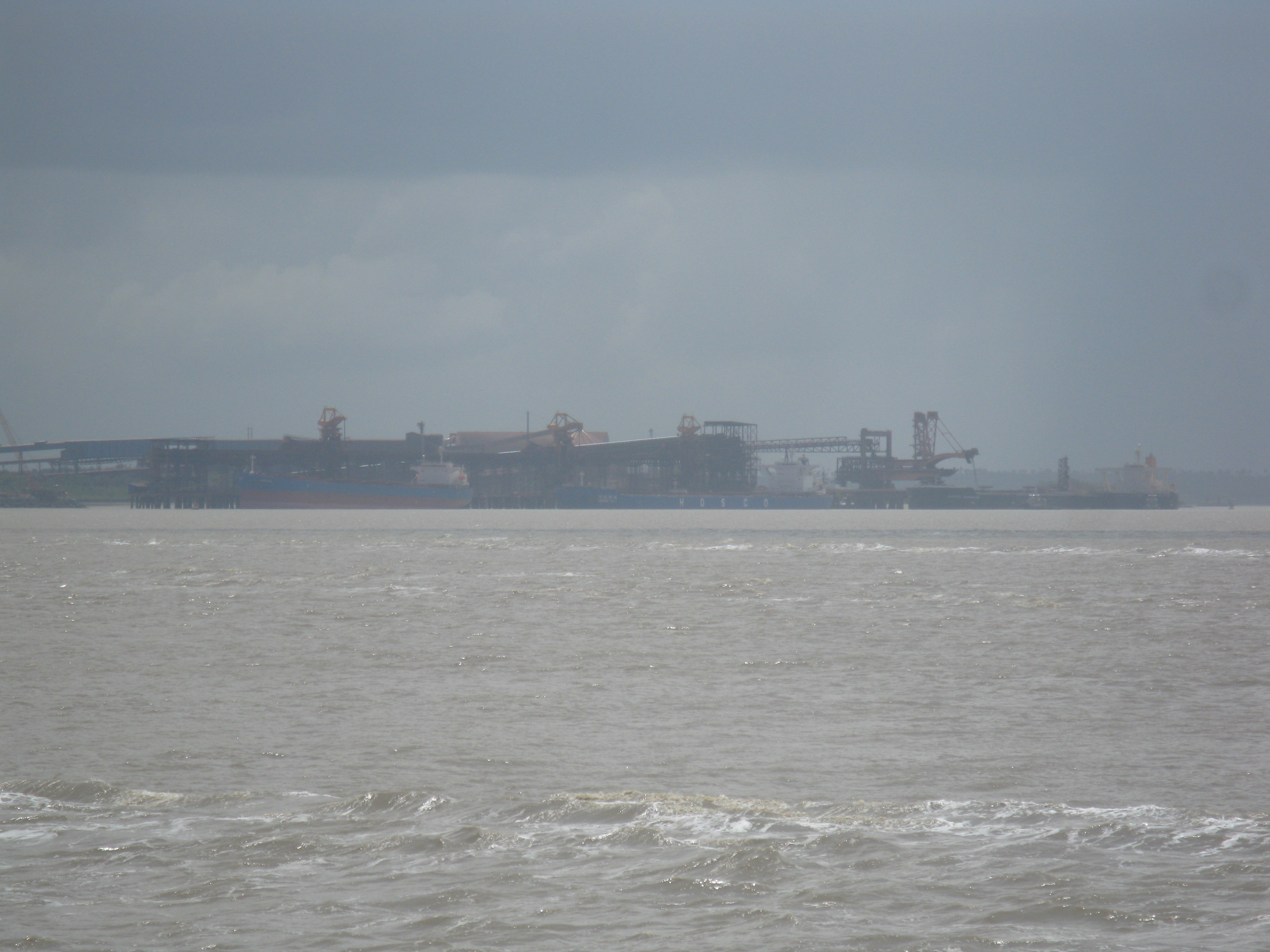
Ponta da Madeira

A região tem grande importância para a economia da capital, pois nela está localizado o Complexo Portuário do Maranhão, que abrange os portos de Ponta da Madeira, Itaqui e Alumar, bem como a Usina Termelétrica Porto do Itaqui (Eneva) e a Usina de Pelotização da Vale.
Duas ferrovias realizam transporte de cargas para os portos da região, a Ferrovia Carajás e a São Luís-Teresina.
No Itaqui-Bacanga, está localizado o Terminal da Ponta Espera, onde um sistema de ferry-boats faz o transporte de pessoas e veículos entre os municípios de São Luís e Alcântara, na Baía de São Marcos.
A região integra o Lote 1 do Sistema Integrado de Transporte de São Luís, composto por linhas integradas aos Terminais da Integração do Distrito Industrial e Praia Grande.

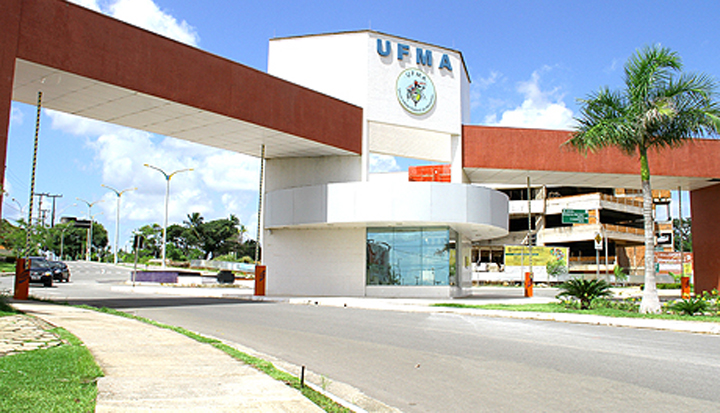
Universidade Federal do Maranhão

## Educação
Na região, fica localizado campus-sede da Universidade Federal do Maranhão, o Colégio Universitário (COLUN), bem como duas unidades do Instituto de Educação, Ciência e Tecnologia do Maranhão (IEMA), a unidade vocacional Estaleiro Escola, e a unidade plena São Luís–Itaqui-Bacanga. 

## Saúde
Algumas das principais unidades de saúde da região são o Hospital da Mulher, a UPA 24 Horas Itaqui-Bacanga, a Unidade Mista Itaqui-Bacanga, dentre outras. 